# Traktat o otwartych przestworzach

Państwa które podpisały i ratyfikowały traktat (ciemno zielony), państwa które podpisały, lecz nie ratyfikowały (jasno zielony), państwa które wycofały się z porozumienia (czerwony).

Traktat o otwartych przestworzach (ang. Treaty on Open Skies) – podpisany 24 marca 1992 w Helsinkach przez 27 państw członków NATO oraz byłego Układu Warszawskiego, stanowiący, iż przestrzeń powietrzna nad terytoriami sygnatariuszy zostaje udostępniona dla lotów nieuzbrojonych samolotów zwiadowczych, w celu ułatwienia kontroli wypełniania istniejących lub przyszłych porozumień dotyczących kontroli zbrojeń.
Tekst autentyczny w językach: angielskim, francuskim, niemieckim, włoskim, rosyjskim i hiszpańskim. Depozytariuszami są Kanada i Węgry. Polska ratyfikowała traktat 22 marca 1995 r. o czym powiadomiła depozytariuszy 17 maja 1995 r.
Traktat wszedł w życie 1 stycznia 2002.
Obecnie jego stronami są 33 państwa:

- Belgia,
- Białoruś,
- Bośnia i Hercegowina,
- Bułgaria,
- Chorwacja,
- Czechy,
- Dania,
- Estonia,
- Finlandia,
- Francja,
- Grecja,
- Gruzja,
- Hiszpania,
- Holandia,
- Islandia,
- Kanada,
- Kirgistan,
- Litwa,
- Luksemburg,
- Łotwa,
- Niemcy,
- Norwegia,
- Polska,
- Portugalia,
- Rumunia,
- Słowacja,
- Słowenia,
- Szwecja,
- Turcja,
- Ukraina,
- Węgry,
- Wielka Brytania,
- Włochy.

Dawniej stronami były:
- Stany Zjednoczone (wycofały się w 2020)[3]
- Rosja (wycofała się w 2021)[4]